# Чемпіонат ФРН з футболу 1972—1973: Бундесліга
Сезон Бундесліги 1972–1973 був 10-им сезоном в історії Бундесліги, найвищого дивізіону футбольної першості ФРН. Він розпочався 16 вересня 1972 і завершився 8 червня 1973 року. Діючим чемпіоном країни була мюнхенська «Баварія», яка впевнено захистила чемпіонський титул, обійшовши на одинадцять турнірних очок найближчого переслідувача, «Кельн».

## Формат змагання
Кожна команда грала з кожним із суперників по дві гри, одній вдома і одній у гостях. Команди отримували по два турнірні очки за кожну перемогу і по одному очку за нічию. Якщо дві або більше команд мали однакову кількість очок, розподіл місць між ними відбувався за різницею голів, а за їх рівності — за кількістю забитих голів. Команда з найбільшою кількістю очок ставала чемпіоном, а дві найгірші команди вибували до Регіоналліги.

## Зміна учасників у порівнянні з сезоном 1971–72
Дортмундська «Боруссія» за результатами попереднього сезону вибула до Регіоналліги, фінішувавши на передостанньому, 17-му місці. Також найвищий дивізіон залишила «Армінія» (Білефельд), щодо якої відповідне рішення прийняв Німецький футбольний союз за результатами розслідування скандалу з договірними іграми (утім «Армінія» все одно понизилася б у класі, фінішувавши останньою у турнірній таблиці). На їх місце до Бундесліги підвищилися «Вупперталер» і «Кікерс» (Оффенбах), що виграли свої групи плей-оф.

## Команди-учасниці
| Клуб                            | Стадіон             | Вміщує  |
| ------------------------------- | ------------------- | ------- |
| «Герта» (Берлін)                | Олімпіаштадіон      | 100,000 |
| «Бохум»                         | Воновія Рурштадіон  | 40,000  |
| «Айнтрахт» (Брауншвейг)         | Айнтрахтштадіон     | 38,000  |
| «Вердер»                        | Везерштадіон        | 32,000  |
| «Дуйсбург»                      | Ведауштадіон        | 38,500  |
| «Фортуна» (Дюссельдорф)         | Райнштадіон         | 59,600  |
| «Айнтрахт» (Франкфурт-на-Майні) | Вальдштадіон        | 87,000  |
| «Гамбург»                       | Фолькспаркштадіон   | 80,000  |
| «Ганновер 96»                   | АВД-Арена           | 86,000  |
| «Кайзерслаутерн»                | Бетценберг          | 42,000  |
| «Кельн»                         | Рейн Енергі Штадіон | 29,000  |
| «Боруссія» (Менхенгладбах)      | Бекельбергштадіон   | 34,500  |
| «Баварія» (Мюнхен)              | Олімпіаштадіон      | 70,000  |
| «Рот-Вайс» (Обергаузен)         | Нідеррайнштадіон    | 30,000  |
| «Кікерс» (Оффенбах)             | Біберер-Берг        | 30,000  |
| «Шальке 04»                     | Глюкауф-Кампфбан    | 35,000  |
| «Штутгарт»                      | Мерседес-Бенц Арена | 53,000  |
| «Вупперталер»                   | Штадіон-ам-Цоо      | 28,000  |

## Турнірна таблиця
| Поз | Команда                         | І  | В  | Н  | П  | ГЗ | ГП | РГ  | О  | Кваліфікація або пониження                    |
| --- | ------------------------------- | -- | -- | -- | -- | -- | -- | --- | -- | --------------------------------------------- |
| 1   | «Баварія» (Мюнхен) (C)          | 34 | 25 | 4  | 5  | 93 | 29 | +64 | 54 | Перший раунд Кубка чемпіонів 1973—1974        |
| 2   | «Кельн»                         | 34 | 16 | 11 | 7  | 66 | 51 | +15 | 43 | Перший раунд Кубка УЄФА 1973—1974             |
| 3   | «Фортуна» (Дюссельдорф)         | 34 | 15 | 12 | 7  | 62 | 45 | +17 | 42 | Перший раунд Кубка УЄФА 1973—1974             |
| 4   | «Вупперталер»                   | 34 | 15 | 10 | 9  | 62 | 49 | +13 | 40 | Перший раунд Кубка УЄФА 1973—1974             |
| 5   | «Боруссія» (Менхенгладбах)      | 34 | 17 | 5  | 12 | 82 | 61 | +21 | 39 | Перший раунд Кубка володарів кубків 1973—1974 |
| 6   | «Штутгарт»                      | 34 | 17 | 3  | 14 | 71 | 65 | +6  | 37 | Перший раунд Кубка УЄФА 1973—1974             |
| 7   | «Кікерс» (Оффенбах)             | 34 | 14 | 7  | 13 | 61 | 60 | +1  | 35 |                                               |
| 8   | «Айнтрахт» (Франкфурт-на-Майні) | 34 | 15 | 4  | 15 | 58 | 54 | +4  | 34 |                                               |
| 9   | «Кайзерслаутерн»                | 34 | 12 | 10 | 12 | 58 | 68 | −10 | 34 |                                               |
| 10  | «Дуйсбург»                      | 34 | 12 | 9  | 13 | 53 | 54 | −1  | 33 |                                               |
| 11  | «Вердер»                        | 34 | 12 | 7  | 15 | 50 | 52 | −2  | 31 |                                               |
| 12  | «Бохум»                         | 34 | 11 | 9  | 14 | 50 | 68 | −18 | 31 |                                               |
| 13  | «Герта» (Берлін)                | 34 | 11 | 8  | 15 | 53 | 64 | −11 | 30 |                                               |
| 14  | «Гамбург»                       | 34 | 10 | 8  | 16 | 53 | 59 | −6  | 28 |                                               |
| 15  | «Шальке 04»                     | 34 | 10 | 8  | 16 | 46 | 61 | −15 | 28 |                                               |
| 16  | «Ганновер 96»                   | 34 | 9  | 8  | 17 | 49 | 65 | −16 | 26 |                                               |
| 17  | «Айнтрахт» (Брауншвейг) (R)     | 34 | 9  | 7  | 18 | 33 | 56 | −23 | 25 | Пониження у класі до Регіоналліги             |
| 18  | «Рот-Вайс» (Обергаузен) (R)     | 34 | 9  | 4  | 21 | 45 | 84 | −39 | 22 | Пониження у класі до Регіоналліги             |

1. ↑  Оскільки «Боруссія» (Менхенгладбах) кваліфікувалася до Кубка володарів кубків, а  фіналіст національного кубка «Кельн» кваліфікувався до Кубка УЄФА через чемпіонат, місце «Боруссії» перейшло до «Штутгарта», який посів шосте місце.

## Результати
| Команда                         | ГЕР | БОХ | АЙБ | ВЕР | ДУЙ | ФОД | АЙФ | ГАМ | ГАН | КАЙ | КЕЛ | БРМ | БАВ | РВО | КІК | Ш04 | ШТТ | ВУП |
| ------------------------------- | --- | --- | --- | --- | --- | --- | --- | --- | --- | --- | --- | --- | --- | --- | --- | --- | --- | --- |
| «Герта» (Берлін)                | —   | 2–0 | 3–0 | 2–1 | 0–0 | 2–3 | 3–1 | 2–1 | 2–1 | 4–1 | 1–1 | 3–1 | 2–5 | 3–1 | 2–5 | 3–0 | 5–1 | 0–1 |
| «Бохум»                         | 2–1 | —   | 2–2 | 2–0 | 2–1 | 2–2 | 2–1 | 3–3 | 2–0 | 3–0 | 2–4 | 3–0 | 0–2 | 2–2 | 2–3 | 2–0 | 3–1 | 2–2 |
| «Айнтрахт» (Брауншвейг)         | 2–1 | 0–2 | —   | 1–0 | 1–1 | 1–2 | 2–1 | 1–1 | 3–2 | 0–0 | 2–0 | 0–0 | 0–2 | 3–1 | 2–2 | 1–1 | 1–0 | 0–1 |
| «Вердер»                        | 1–1 | 5–2 | 4–2 | —   | 0–2 | 1–3 | 2–0 | 1–4 | 3–1 | 5–1 | 2–1 | 1–1 | 1–0 | 1–0 | 0–0 | 2–0 | 0–2 | 0–1 |
| «Дуйсбург»                      | 2–1 | 0–1 | 3–2 | 1–2 | —   | 0–0 | 2–1 | 3–0 | 3–1 | 3–4 | 1–1 | 2–2 | 2–0 | 4–1 | 4–0 | 0–1 | 0–1 | 0–0 |
| «Фортуна» (Дюссельдорф)         | 3–1 | 1–1 | 2–0 | 2–1 | 2–1 | —   | 2–2 | 2–2 | 0–1 | 2–1 | 3–2 | 1–3 | 0–0 | 3–1 | 2–0 | 1–1 | 6–1 | 2–1 |
| «Айнтрахт» (Франкфурт-на-Майні) | 2–2 | 4–1 | 1–0 | 2–2 | 1–3 | 2–1 | —   | 2–1 | 2–0 | 3–1 | 5–0 | 3–0 | 2–1 | 2–1 | 0–3 | 4–2 | 2–1 | 2–1 |
| «Гамбург»                       | 4–0 | 2–1 | 1–0 | 2–2 | 1–2 | 2–1 | 3–1 | —   | 2–0 | 2–2 | 0–0 | 1–3 | 0–2 | 6–0 | 1–0 | 0–1 | 2–0 | 2–2 |
| «Ганновер 96»                   | 2–0 | 1–1 | 2–1 | 2–2 | 3–3 | 2–2 | 2–1 | 3–2 | —   | 2–3 | 0–0 | 1–2 | 1–3 | 3–2 | 1–1 | 1–0 | 3–1 | 1–1 |
| «Кайзерслаутерн»                | 2–2 | 2–2 | 3–0 | 3–1 | 0–0 | 1–1 | 0–1 | 2–2 | 2–1 | —   | 2–1 | 3–1 | 3–1 | 6–2 | 3–1 | 2–0 | 2–1 | 1–1 |
| «Кельн»                         | 4–0 | 2–1 | 4–3 | 1–0 | 3–1 | 1–0 | 3–1 | 2–1 | 3–3 | 2–0 | —   | 3–1 | 2–1 | 3–1 | 1–1 | 3–0 | 5–1 | 1–1 |
| «Боруссія» (Менхенгладбах)      | 2–2 | 6–0 | 4–0 | 3–1 | 4–3 | 2–3 | 0–2 | 6–1 | 3–1 | 6–2 | 5–2 | —   | 0–3 | 4–1 | 3–2 | 4–1 | 3–4 | 2–1 |
| «Баварія» (Мюнхен)              | 4–0 | 5–1 | 3–0 | 2–1 | 2–0 | 3–2 | 3–1 | 1–0 | 7–2 | 6–0 | 1–1 | 3–0 | —   | 5–3 | 3–1 | 5–0 | 5–1 | 4–1 |
| «Рот-Вайс» (Обергаузен)         | 2–1 | 1–1 | 0–1 | 2–3 | 4–0 | 0–3 | 1–0 | 3–1 | 1–0 | 3–1 | 2–2 | 1–3 | 0–5 | —   | 2–1 | 2–1 | 2–2 | 2–1 |
| «Кікерс» (Оффенбах)             | 0–0 | 4–0 | 1–0 | 2–1 | 4–1 | 1–1 | 3–2 | 2–1 | 2–1 | 2–2 | 2–3 | 2–1 | 0–3 | 4–0 | —   | 2–0 | 1–3 | 3–1 |
| «Шальке 04»                     | 1–1 | 2–0 | 0–1 | 1–2 | 1–1 | 3–1 | 3–2 | 2–0 | 3–1 | 2–2 | 2–2 | 2–2 | 1–1 | 3–0 | 6–1 | —   | 2–0 | 1–2 |
| «Штутгарт»                      | 4–0 | 4–0 | 4–0 | 2–1 | 3–4 | 2–2 | 2–2 | 2–1 | 2–0 | 3–1 | 3–1 | 3–0 | 0–1 | 3–0 | 4–2 | 6–2 | —   | 4–2 |
| «Вупперталер»                   | 4–1 | 3–0 | 2–1 | 1–1 | 5–0 | 1–1 | 1–0 | 5–1 | 0–4 | 2–0 | 2–2 | 0–5 | 1–1 | 3–1 | 4–3 | 4–1 | 4–0 | —   |

1. ↑  Гра «Айнтрахта» (Брауншвейг) проти «Айнтрахта» (Франкфурт) 31 жовтня 1972 року була перервана після першого тайму за рахунку 3–0 через надзвичайно щільний туман. Передбачене регламентом у такому випадку перегравання відбулося 28 листопада 1972 і завершилося з рахунком 2–1[4].

## Найкращі бомбардири
36 голів
- Герд Мюллер («Баварія» (Мюнхен))

28 голів
- Юпп Гайнкес («Боруссія» (Менхенгладбах))

21 гол
- Гюнтер Преппер («Вупперталер»)

19 голів
- Ервін Коштедде («Кікерс» (Оффенбах))

18 голів
- Ганс Валіца («Бохум»)

17 голів
- Улі Генесс («Баварія» (Мюнхен))
- Клаус Вундер («Дуйсбург»)

16 голів
- Райнер Гає («Фортуна» (Дюссельдорф))

14 голів
- Клаус Будде («Фортуна» (Дюссельдорф))
- Віллі Райманн («Ганновер 96»)

## Склад чемпіонів
| FC Bayern Munich |
| --- |
| Воротар: Зепп Маєр (34). Захисники: Франц Бекенбауер (34 / 6); Джонні Хансен (34 / 1); Ганс-Георг Шварценбек (34 / 1); Пауль Брайтнер (32 / 4); Гернот Рор (3); Гюнтер Рибарчик (2). Півзахисники: Улі Генесс (34 / 17); Франц Рот (32 / 5); Франц Краутгаузен (29 / 4); Райнер Цобель (28 / 2). Нападники: Герд Мюллер (33 / 36); Бернд Дюрнбергер (31 / 3); Вільгельм Гоффманн (24 / 9); Едгар Шнайдер (16 / 3); Ганс Йорг (3); Герберт Циммерманн (1). (кількість ігор і голів наведені у дужках) Головний тренер: Удо Латтек. Був у заявці, але не взяв участі у жодній грі чемпіонату: Манфред Зайферт; Златко Шкорич ; Маттіас Обермаєр; Георг Вайсс; Вольфганг Зюнгольц; Мартін Вільдгрубер. |